# Giovanni II di Monaco
Giovanni II di Monaco (Monaco, 1468 – Monaco, 11 ottobre 1505) fu Signore di Monaco dal marzo 1494 sino alla propria morte.

## Biografia

### Infanzia

Francobollo raffigurante Lamberto Grimaldi e la consorte Claudina di Monaco

Era il figlio maggiore di Lamberto Grimaldi (1420-1494) e di Claudina (1451-1515). All'età di 26 anni, nel 1494, succedette al padre come signore di Monaco.

### Signore di Monaco

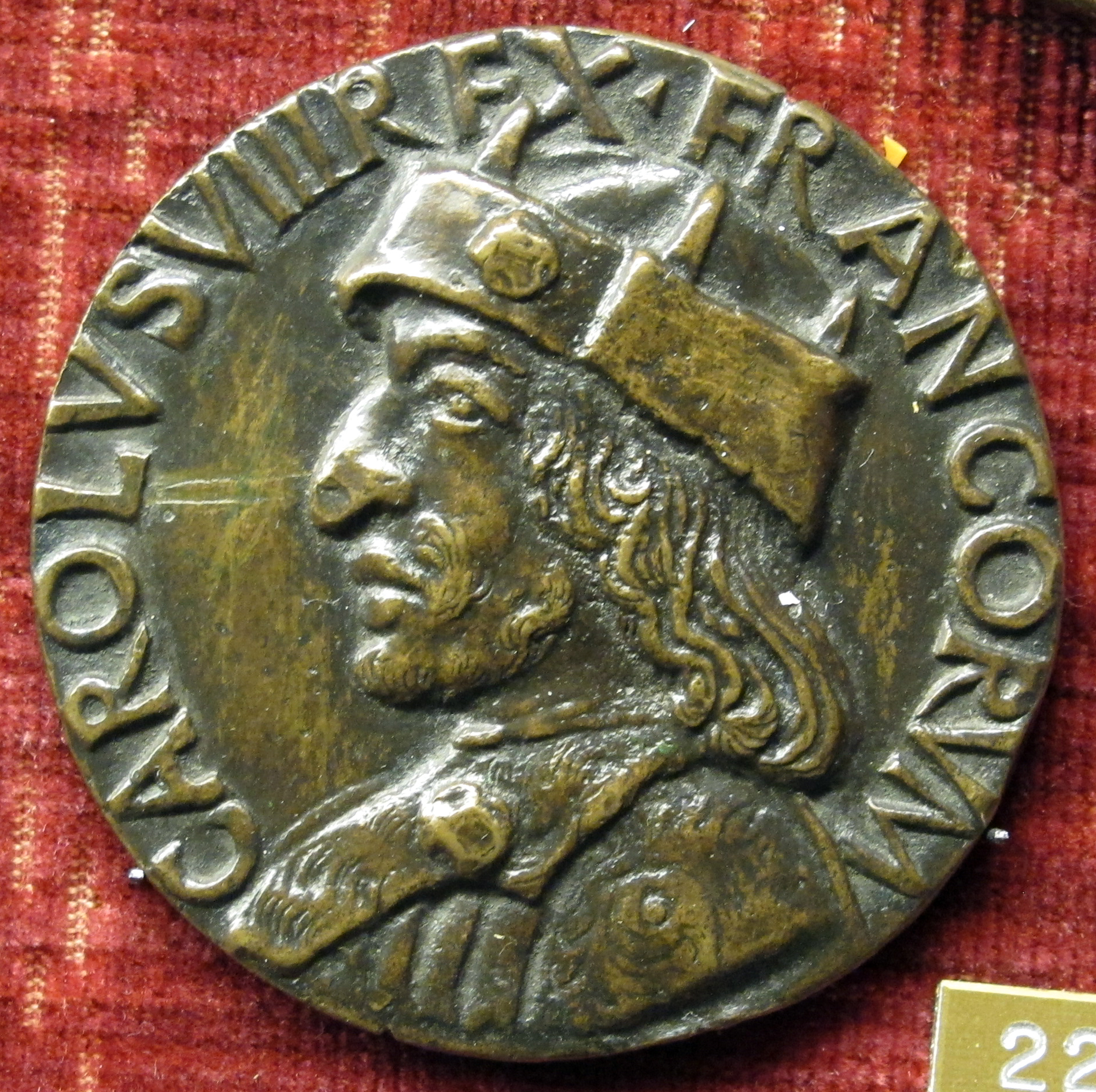
Medaglione con l'effige di Carlo VIII di Francia. Anni '90 del XV secolo

Durante i suoi 11 anni di governo, egli proseguì la politica iniziata dal padre. Egli divenne luogotenente della Riviera e ciambellano per conto di re Carlo VIII di Francia. L'importanza di Monaco in questo progetto derivava dalla sua posizione geografica.
Fu protettore e mecenate di diversi artisti, in particolare nelle sue roccaforti di Monaco e Mentone. Uno degli artisti che patrocinò direttamente fu il pittore Ludovico Brea.
Malgrado questa sua attenzione ad un mondo raffinato e di cultura, soffriva di frequenti sbalzi d'umore che lo resero inviso a molti: a Ventimiglia scampò ad un attentato e venne imprigionato ad Aix-en-Provence per aver riscosso indebitamente una tassa sul trasporto via nave di grano e sale; tentò di sottrarsi a questa giurisdizione in quanto signore di uno stato indipendente e richiese l'intervento del Santo Padre, l'unico che avrebbe potuto giudicare in maniera super partes la questione. Riuscì infine ad essere assolto dall'accusa.

### Matrimonio

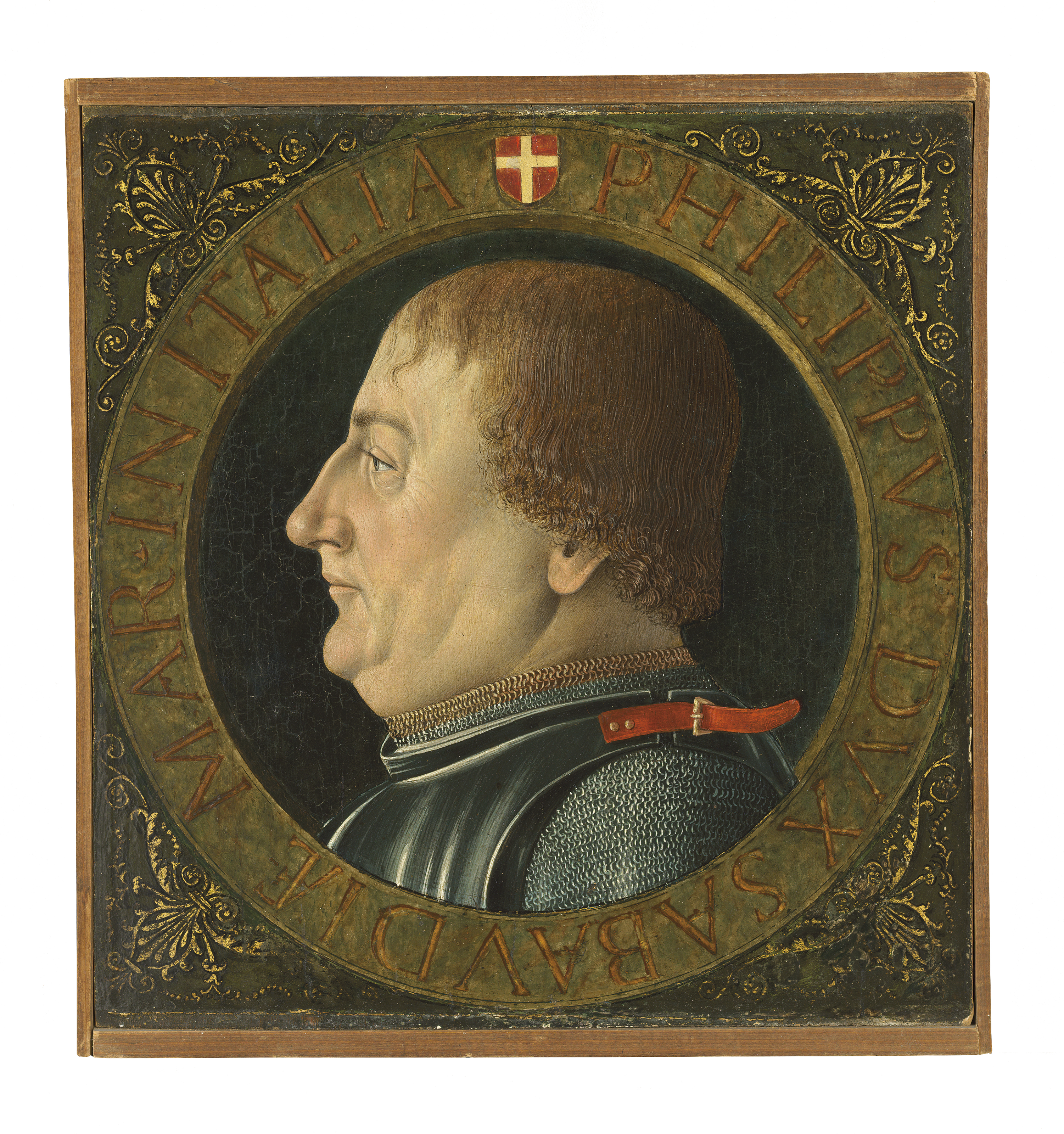
Filippo II di Savoia ritratto di Macrino d'Alba

Giovanni sposò Antonia di Savoia, figlia illegittima del Duca Filippo II di Savoia e della sua amante, Libera Portoneri, nel 1486. Nacque una figlia, Maria, che sposò nel 1515 Girolamo Della Rovere, signore di Vinovo.

### Morte

Ritratto di Luciano I di Monaco sulla moneta commemorativa da 2 euro del Principato emessa nel 2012 per celebrare i 500 anni della sovranità

Nella notte tra le 10 e le 11 ottobre 1505, Giovanni venne accoltellato nel Palazzo di Monaco dal fratello minore Luciano, pare per legittima difesa, nel corso di una lite. Luciano divenne signore di Monaco al suo posto.

## Discendenza
Dal matrimonio tra Giovanni e Antonia di Savoia nacque una sola figlia:
- Maria, sposò nel 1515 Girolamo Della Rovere, signore di Vinovo.

## Ascendenza
|                                         |                          |                             | Genitori                       |  |  | Nonni |  |  | Bisnonni                             |  |  | Trisnonni                             |  |
|                                         |                          |                             |                                |  |  |       |  |  | 8. Luca Grimaldi, signore di Antibes |  |  | 16. Antonio Grimaldi, signore di Prat |  |
|                                         |                          |                             |                                |  |  |       |  |  | 8. Luca Grimaldi, signore di Antibes |  |  | 16. Antonio Grimaldi, signore di Prat |  |
|                                         |                          | 17. Caterina Doria          |                                |  |  |       |  |  | 8. Luca Grimaldi, signore di Antibes |  |  |                                       |  |
| 4. Niccolò Grimaldi, signore di Antibes |                          |                             |                                |  |  |       |  |  | 8. Luca Grimaldi, signore di Antibes |  |  |                                       |  |
|                                         |                          | 9. Giovanna Grimaldi        | …                              |  |  |       |  |  |                                      |  |  |                                       |  |
|                                         |                          | 9. Giovanna Grimaldi        | …                              |  |  |       |  |  |                                      |  |  |                                       |  |
|                                         |                          | 9. Giovanna Grimaldi        | …                              |  |  |       |  |  |                                      |  |  |                                       |  |
| 2. Lamberto Grimaldi                    |                          | 9. Giovanna Grimaldi        |                                |  |  |       |  |  |                                      |  |  |                                       |  |
|                                         |                          | 10. Giovanni Doria          | 20. Enrichetto Doria           |  |  |       |  |  |                                      |  |  |                                       |  |
|                                         |                          | 10. Giovanni Doria          | 20. Enrichetto Doria           |  |  |       |  |  |                                      |  |  |                                       |  |
|                                         |                          | 10. Giovanni Doria          | 21. Andreola ?                 |  |  |       |  |  |                                      |  |  |                                       |  |
| 5. Cesarina Doria                       |                          | 10. Giovanni Doria          |                                |  |  |       |  |  |                                      |  |  |                                       |  |
|                                         |                          | 11. Inglesina Doria         | 22. Giovanni Doria             |  |  |       |  |  |                                      |  |  |                                       |  |
|                                         |                          | 11. Inglesina Doria         | 22. Giovanni Doria             |  |  |       |  |  |                                      |  |  |                                       |  |
|                                         |                          | 11. Inglesina Doria         | 23. Sescarina De' Mari         |  |  |       |  |  |                                      |  |  |                                       |  |
| 1. Giovanni II di Monaco                |                          | 11. Inglesina Doria         |                                |  |  |       |  |  |                                      |  |  |                                       |  |
|                                         | 12. Giovanni I di Monaco | 24. Ranieri II di Monaco    |                                |  |  |       |  |  |                                      |  |  |                                       |  |
|                                         | 12. Giovanni I di Monaco | 24. Ranieri II di Monaco    |                                |  |  |       |  |  |                                      |  |  |                                       |  |
|                                         | 12. Giovanni I di Monaco | 25. Isabella Asinari        |                                |  |  |       |  |  |                                      |  |  |                                       |  |
| 6. Catalano di Monaco                   | 12. Giovanni I di Monaco |                             |                                |  |  |       |  |  |                                      |  |  |                                       |  |
|                                         |                          | 13. Pomellina Fregoso       | 26. Pietro Fregoso             |  |  |       |  |  |                                      |  |  |                                       |  |
|                                         |                          | 13. Pomellina Fregoso       | 26. Pietro Fregoso             |  |  |       |  |  |                                      |  |  |                                       |  |
|                                         |                          | 13. Pomellina Fregoso       | 27. Benedetta Doria            |  |  |       |  |  |                                      |  |  |                                       |  |
| 3. Claudina di Monaco                   |                          | 13. Pomellina Fregoso       |                                |  |  |       |  |  |                                      |  |  |                                       |  |
|                                         |                          | 14. Galeotto I Del Carretto | 28. Lazzarino II Del Carretto  |  |  |       |  |  |                                      |  |  |                                       |  |
|                                         |                          | 14. Galeotto I Del Carretto | 28. Lazzarino II Del Carretto  |  |  |       |  |  |                                      |  |  |                                       |  |
|                                         |                          | 14. Galeotto I Del Carretto | 29. Caterina Del Carretto      |  |  |       |  |  |                                      |  |  |                                       |  |
| 7. Bianca Del Carretto                  |                          | 14. Galeotto I Del Carretto |                                |  |  |       |  |  |                                      |  |  |                                       |  |
|                                         |                          | 15. Vannina Adorno          | 30. Raffaele Adorno            |  |  |       |  |  |                                      |  |  |                                       |  |
|                                         |                          | 15. Vannina Adorno          | 30. Raffaele Adorno            |  |  |       |  |  |                                      |  |  |                                       |  |
|                                         |                          | 15. Vannina Adorno          | 31. Violante Giustiniani Longo |  |  |       |  |  |                                      |  |  |                                       |  |
|                                         |                          | 15. Vannina Adorno          |                                |  |  |       |  |  |                                      |  |  |                                       |  |